# Corona 40
Corona 40 – amerykański satelita rozpoznawczy. Stanowił część serii Keyhole-4 tajnego programu CORONA. Jego zadaniem miało być wykonanie wywiadowczych zdjęć Ziemi. Misja nie powiodła się. Kapsuły powrotnej nie odzyskano – nie odpadła pokrywa przykrywająca spadochron i ten nie otworzył się.

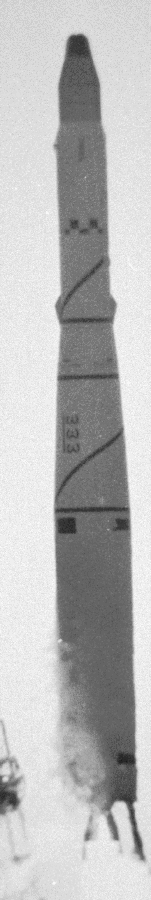
Start rakiety Thor Agena B z satelitą Discoverer 40

Data i godzina startu są sporne: Jonathan's Space Home Page, Space 40 i Encyclopedia Astronautica podają 29 kwietnia i godzinę 00:30 GMT, a NSSDC Master Catalog (NASA) – 28 kwietnia i godzinę 22:48.